# 尼羅河矮脂鯉
尼羅河矮脂鯉為輻鰭魚綱脂鯉目琴脂鯉亞目複齒脂鯉科的其中一種，為熱帶淡水魚，分布於非洲尼羅河流域，體長可達4.7公分，棲息在底中層水域，生活習性不明。

## 扩展阅读
維基物種上的相關：尼羅河矮脂鯉